# Audi Q7 4L
| Sterne im Euro NCAP-Crashtest |

Die erste Generation des Audi Q7 4L wurde im September 2005 auf der IAA der Öffentlichkeit präsentiert. Sie geht auf die Studie Audi Pikes Peak Quattro, die 2003 auf der Detroit Motor Show vorgestellt wurde, zurück und basiert auf der Plattform „E“ der Konzernmodelle VW Touareg und Porsche Cayenne, mit welchen er gemeinsam bei Volkswagen Slovakia in Bratislava (Slowakei) gebaut wurde.
Der Q7 besitzt einen permanenten Allradantrieb (quattro) mit einer Kraftverteilung von 40:60 (Vorderachse:Hinterachse). Eine dritte Sitzreihe, welche für zwei maximal 1,60 m große Personen zugelassen ist, war optional bestellbar. Man gelangt in die dritte Sitzreihe, indem man die Lehne des Sitzes/der Sitzbank in der zweiten Sitzreihe nach vorne klappt. Auf Wunsch konnte die zweite Sitzreihe mit zwei Einzelsitzen, in Kombination mit einer Mittelkonsole, wahlweise mit Kühlschrank, bestellt werden, was die maximale Personenanzahl auf sechs bzw. auf vier (ohne dritte Sitzreihe) reduziert.
Das die Straße bevorzugende Motoren- und Getriebekonzept (keine Untersetzung für Geländefahrten) und die selbsttragende Karosserie mit Einzelradaufhängung machen den Q7 weniger tauglich für harte Geländeeinsätze. Auch schränkt der zwar sehr große, aber flache Kofferraum die Variabilität des Q7 ein.
Die Länge des Fahrzeugs überragte die europäischen Wettbewerber inklusive der verwandten Modelle von VW und Porsche um rund 30 cm.
Die Prüfung der ersten Prototypen begann im Dezember 2004, die Entwicklung des Modells wurde Mitte 2005 beendet.

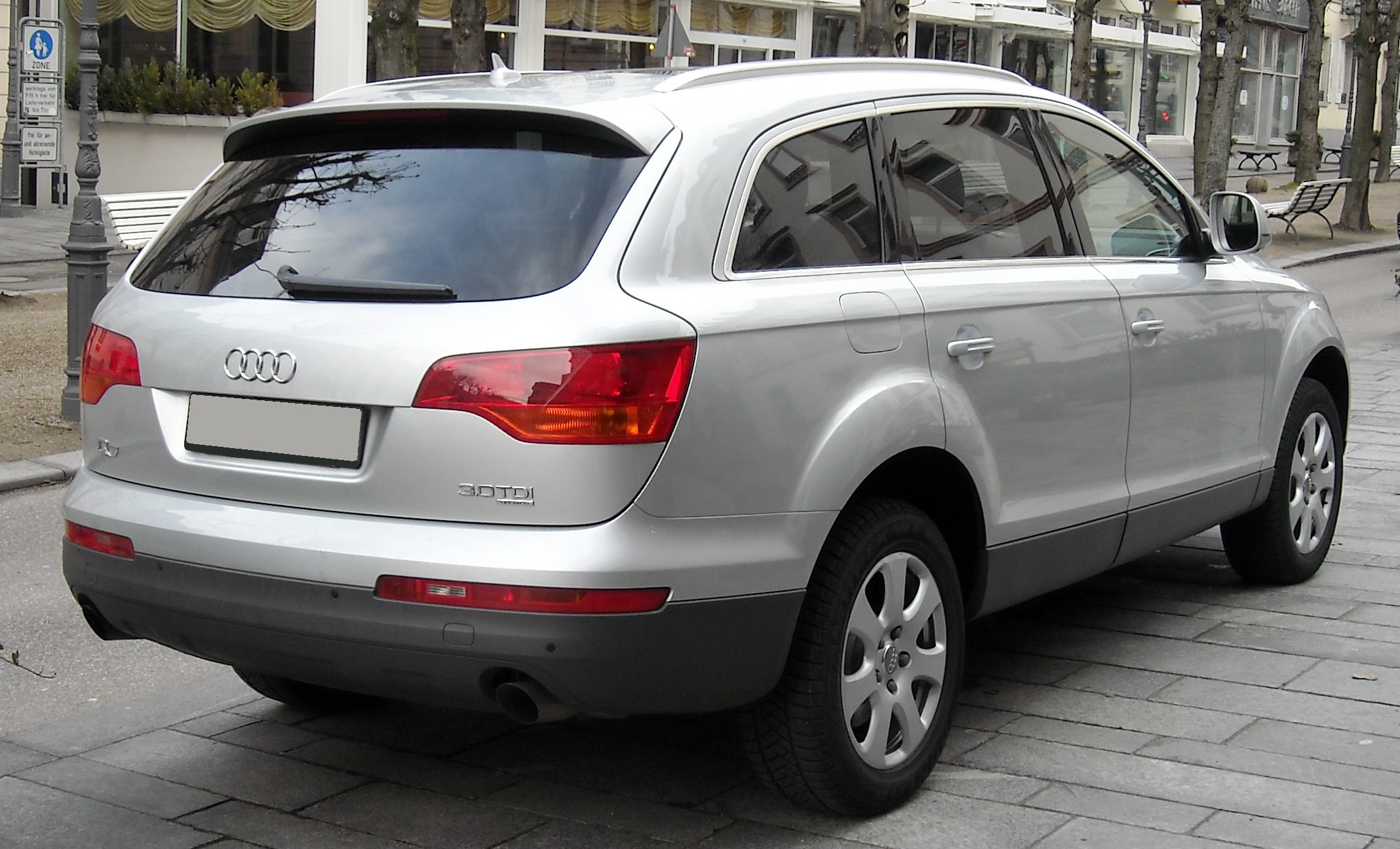
Heckansicht
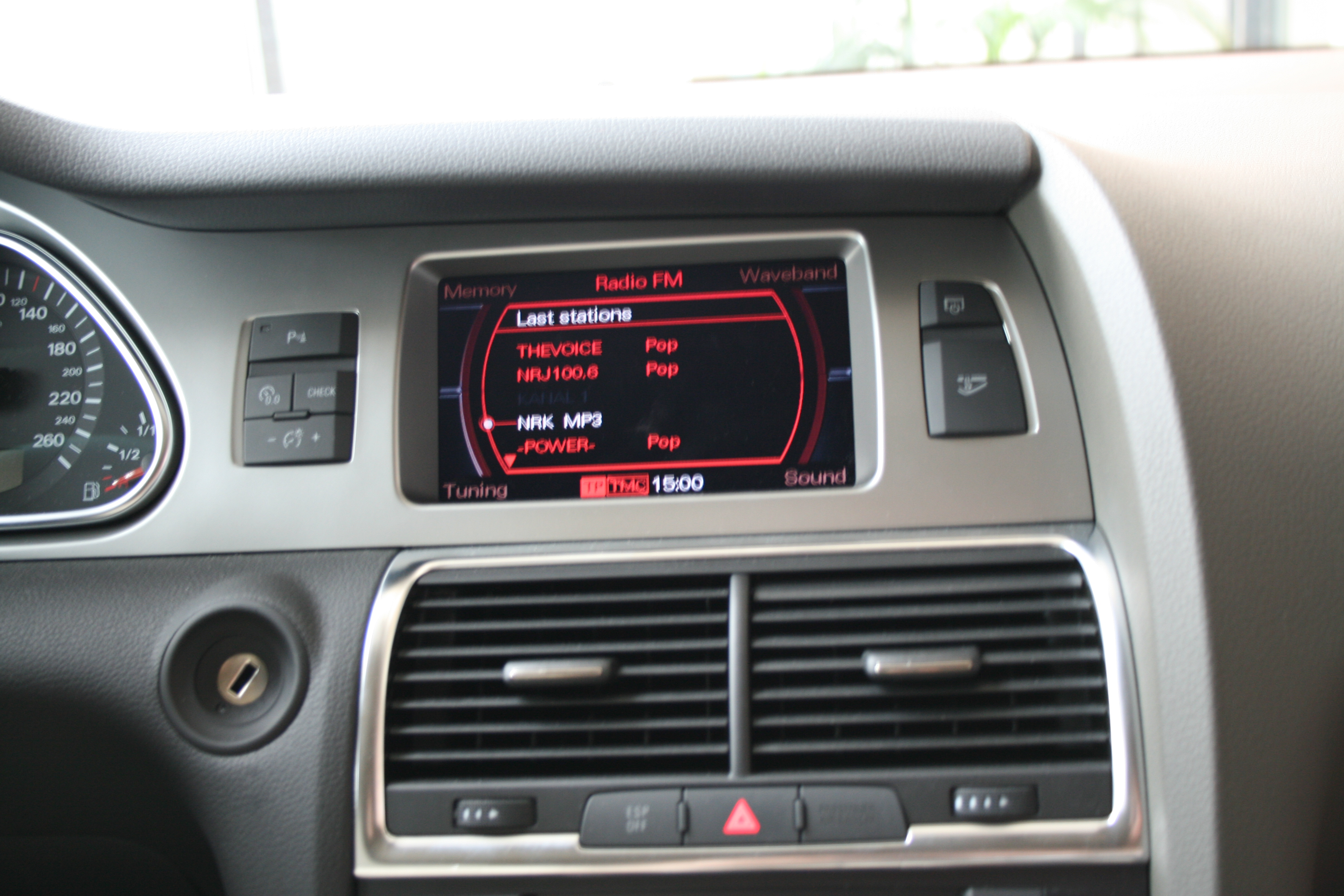
Audi MMI Infotainmentsystem im Q7

## Motoren

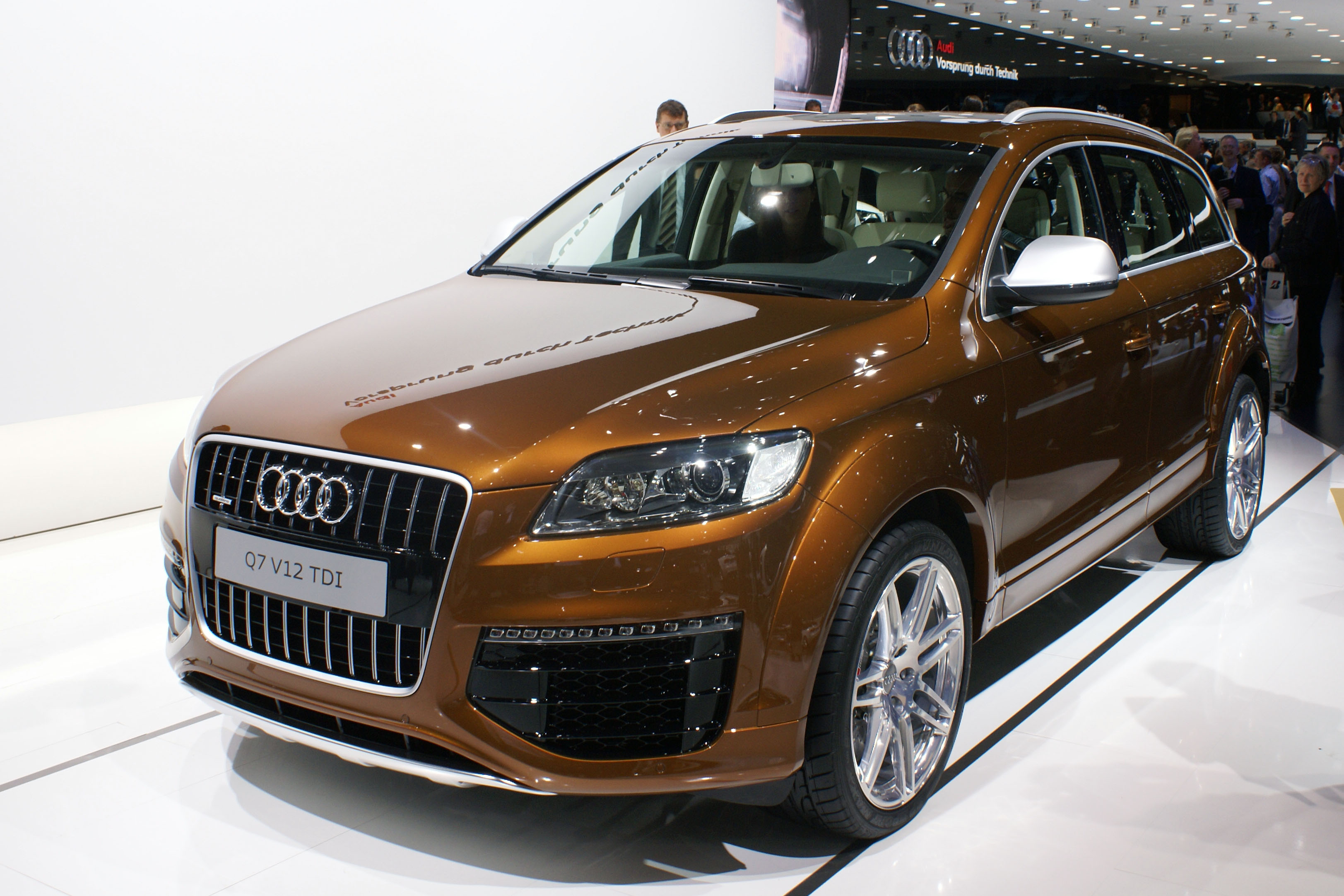
Audi Q7 V12 TDI (2009–2012)

Ab September 2005 war der Q7 mit einem Sechszylinder-Diesel- und einem Achtzylinder-Ottomotor lieferbar. Im Sommer 2006 kam ein 3,6-Liter-Sechszylinder-Ottomotor hinzu; im Frühjahr 2007 ein 4,2-Liter-V8-TDI und im Herbst 2008 ein V12-Dieselmotor. Alle Motorisierungen waren standardmäßig mit einem Automatikgetriebe mit Tiptronic-Funktion ausgestattet. Davon ausgenommen war der 3,6-Liter-FSI-Motor, der zusammen mit einem Sechsgangschaltgetriebe angeboten wurde.
Die für 2008 angekündigte Hybridversion auf Basis des 4,2-Liter-Ottomotors ging nicht in Serie, da der Hersteller die Nachfrage als zu gering einschätzte.
Im Frühjahr 2009 wurde ein optisch dezentes Facelift durchgeführt. Gleichzeitig wurde der 4,2-l-TDI-Motor überarbeitet und kam auf 250 kW (340 PS) statt zuvor 240 kW (326 PS) und einen reduzierten Verbrauch (9,9 l/100 km statt zuvor 11,1 l/100 km). Als Getriebe kam weiterhin die Sechsstufen-Tiptronic zum Einsatz, die im Laufe des Jahres 2010 durch die Achtstufen-Tiptronic ersetzt wurde.
Im Juli 2010 wurde das Motorenprogramm umgestellt. Komplett überarbeitet wurde der 3.0 TDI: Er leistete wie bisher 176 kW (240 PS), verbrauchte aber 1,7 Liter auf 100 km weniger als bisher (altes Modell 9,1 l, neues 7,4 l). Die Clean-Diesel-Version des 3.0-TDI-Diesels erreichte mit einem DeNox-Katalysator auch weiterhin die Euro-6-Norm und wurde um 0,5 Liter (vorher 8,9 l) sparsamer. Bei den Ottomotoren gab es nun zwei neue Einstiegsmotoren: Der 3-l-V6-Ottomotor mit Kompressoraufladung wurde in zwei Leistungsstufen mit 200 kW (272 PS) und 245 kW (333 PS) angeboten. Sie ersetzten den 3,6-l-V6 und den Achtzylindermotor. Der Verbrauch konnte auf durchschnittlich 10,7 Liter pro 100 km (Vorgänger: 3.6 FSI 12,1 l bzw. 4.2 FSI 12,7 l) gesenkt werden. Die neuen Motoren wurden ebenfalls durch ein Bremsenergierückgewinnungssystem, ein Start-Stopp-System und durch die Achtstufen-Automatik sparsamer. Die übrigen Motoren erhielten ebenfalls die achtstufige Automatik. Wie bisher hatten die Fahrzeuge in allen Motorvarianten permanenten Allradantrieb (quattro).
Ab November 2010 gab es eine Einstiegsmotorisierung; Der 3.0 TDI wurde dabei auf 150 kW (204 PS) gedrosselt. Dadurch sank der Einstiegspreis für dieses Basismodell um 2500 Euro und der Verbrauch lag bei 7,2 Liter pro 100 km; der CO2-Ausstoß liegt bei 189 g/km. Die Beschleunigung wurde mit 9,1 s auf Tempo 100 angegeben.

### Technische Daten Ottomotoren
|                                            | 3.0 TFSI                  | 3.0 TFSI                  | 3.6 FSI                | 4.2 FSI                |
| ------------------------------------------ | ------------------------- | ------------------------- | ---------------------- | ---------------------- |
| Bauzeitraum                                | 04/2010–03/2015           | 04/2010–03/2015           | 08/2006–04/2010        | 09/2005–04/2010        |
| Motortyp                                   | V-Bauart                  | V-Bauart                  | VR-Bauart              | V-Bauart               |
| Motoraufladung                             | Kompressor                | Kompressor                | —                      | —                      |
| Gemischaufbereitung                        | Direkteinspritzung        | Direkteinspritzung        | Direkteinspritzung     | Direkteinspritzung     |
| Zylinder/Ventile                           | 6/24                      | 6/24                      | 6/24                   | 8/32                   |
| Hubraum                                    | 2995 cm³                  | 2995 cm³                  | 3597 cm³               | 4163 cm³               |
| max. Leistung bei min−1                    | 200 kW (272 PS)/4750–6500 | 245 kW (333 PS)/5500–6500 | 206 kW (280 PS)/6200   | 257 kW (350 PS)/6800   |
| max. Drehmoment bei min−1                  | 400 Nm/2150–4780          | 440 Nm/2900–5300          | 360 Nm/2500–5000       | 440 Nm/3500            |
| Antriebsart, serienmäßig                   | Allradantrieb             | Allradantrieb             | Allradantrieb          | Allradantrieb          |
| Getriebeart, serienmäßig                   | 8-Gang-tiptronic          | 8-Gang-tiptronic          | 6-Gang-Schaltgetriebe  | 6-Gang-tiptronic       |
| Getriebeart, optional                      | —                         | —                         | 6-Gang-tiptronic       | —                      |
| Leergewicht                                | 2295 kg                   | 2315 kg                   | 2195–2205 kg           | 2240 kg                |
| maximale Zuladung                          | 725–855 kg                | 725–855 kg                | 770 kg                 | 770 kg                 |
| maximale Anhängelast                       | 3500 kg                   | 3500 kg                   | 3500 kg                | 3500 kg                |
| Beschleunigung, 0–100 km/h                 | 7,9 s                     | 6,9 s                     | 8,3–8,5 s              | 7,4 s                  |
| Höchstgeschwindigkeit                      | 222 km/h                  | 243 km/h                  | 225 km/h               | 244 km/h               |
| Kraftstoffverbrauch auf 100 km, kombiniert | 10,7 l Super              | 10,7 l Super              | 12,1–12,9 l Super Plus | 12,7–13,6 l Super Plus |
| CO2-Emission, kombiniert                   | 249 g/km                  | 249 g/km                  | 289–309 g/km           | 304–326 g/km           |
| Abgasnorm nach EU-Klassifikation           | Euro 5                    | Euro 5                    | Euro 4                 | Euro 4                 |

### Technische Daten Dieselmotoren
|                                            | 3.0 TDI                    | 3.0 TDI                  | 3.0 TDI                        | 3.0 TDI                    | 4.2 TDI                  | 4.2 TDI                  | V12 TDI                  |
| ------------------------------------------ | -------------------------- | ------------------------ | ------------------------------ | -------------------------- | ------------------------ | ------------------------ | ------------------------ |
| Bauzeitraum                                | 10/2010–03/2015            | 09/2005–10/2007          | 10/2007–04/2011                | 04/2011–03/2015            | 03/2007–04/2009          | 04/2009–03/2015          | 09/2008–04/2012          |
| Motorkennbuchstaben                        | CJMA                       | BUG                      | CASA                           | CRCA                       | BTR                      | CCFA / CCFC              | CCGA                     |
| Motorbaureihe                              | VW EA896G2                 | VW EA896                 | VW EA896 evo                   | VW EA896G2                 | ?                        | ?                        | ?                        |
| Motortyp                                   | V-Bauart                   | V-Bauart                 | V-Bauart                       | V-Bauart                   | V-Bauart                 | V-Bauart                 | V-Bauart                 |
| Motoraufladung                             | Turbolader                 | Turbolader               | Turbolader                     | Turbolader                 | Bi-Turbolader            | Bi-Turbolader            | Bi-Turbolader            |
| Gemischaufbereitung                        | Common-Rail-Einspritzung   | Common-Rail-Einspritzung | Common-Rail-Einspritzung       | Common-Rail-Einspritzung   | Common-Rail-Einspritzung | Common-Rail-Einspritzung | Common-Rail-Einspritzung |
| Zylinder/Ventile                           | 6/24                       | 6/24                     | 6/24                           | 6/24                       | 8/32                     | 8/32                     | 12/48                    |
| Hubraum                                    | 2967 cm³                   | 2967 cm³                 | 2967 cm³                       | 2967 cm³                   | 4134 cm³                 | 4134 cm³                 | 5934 cm³                 |
| max. Leistung bei min−1                    | 150 kW (204 PS)/ 3200–4400 | 171 kW (233 PS)/ 4000    | 176 kW (240 PS)/ 3800–4400 (1) | 180 kW (245 PS)/ 3800–4400 | 240 kW (326 PS)/ 3750    | 250 kW (340 PS)/ 4000    | 368 kW (500 PS)/ 3750    |
| max. Drehmoment bei min−1                  | 450 Nm/ 1250–3200          | 500 Nm/ 1750–2750        | 550 Nm/ 2000–2250 (2)          | 550 Nm/ 1750–2750          | 760 Nm/ 1800–2500        | 800 Nm/ 1750–2750 (3)    | 1000 Nm/ 1750–3250       |
| Antriebsart, serienmäßig                   | Allradantrieb              | Allradantrieb            | Allradantrieb                  | Allradantrieb              | Allradantrieb            | Allradantrieb            | Allradantrieb            |
| Getriebeart, serienmäßig                   | 8-Gang-tiptronic           | 6-Gang-tiptronic         | 8-Gang-tiptronic (4)           | 8-Gang-tiptronic           | 6-Gang-tiptronic         | 8-Gang-tiptronic (4)     | 6-Gang-tiptronic         |
| Leergewicht                                | 2345 kg                    | 2295 kg                  | 2295–2410 kg                   | 2345–2395 kg               | 2420 kg                  | 2420–2485 kg             | 2605–2710 kg             |
| maximale Zuladung                          | 725–855 kg                 | 770 kg                   | 660–770 kg                     | 725–855 kg                 | 770 kg                   | 725–855 kg               | 670–770 kg               |
| maximale Anhängelast                       | 3500 kg                    | 3500 kg                  | 3500 kg                        | 3500 kg                    | 3500 kg                  | 3500 kg                  | 3000–3300 kg             |
| Beschleunigung, 0–100 km/h                 | 9,1 s                      | 8,5 s                    | 7,9–8,5 s                      | 7,8–8,0 s                  | 6,4 s                    | 6,4 s                    | 5,5 s                    |
| Höchstgeschwindigkeit                      | 202 km/h                   | 210 km/h                 | 210–215 km/h                   | 216 km/h                   | 236 km/h                 | 240–242 km/h             | 250 km/h (abgeregelt)    |
| Kraftstoffverbrauch auf 100 km, kombiniert | 7,2 l Diesel               | 10,5 l Diesel            | 7,4–9,8 l Diesel               | 7,4 l Diesel               | 11,1 l Diesel            | 9,2–9,9 l Diesel         | 11,3 l Diesel            |
| CO2-Emission, kombiniert                   | 189 g/km                   | 278–282 g/km             | 195–260 g/km                   | 195 g/km                   | 294 g/km                 | 242–262 g/km             | 298 g/km                 |
| Abgasnachbehandlung                        | Dieselrußpartikelfilter    | Dieselrußpartikelfilter  | Dieselrußpartikelfilter        | Dieselrußpartikelfilter    | Dieselrußpartikelfilter  | Dieselrußpartikelfilter  | Dieselrußpartikelfilter  |
| Abgasnorm nach EU-Klassifikation           | Euro 5                     | Euro 4                   | Euro 5/Euro 6 (5)              | Euro 5/Euro 6 (5)          | Euro 4                   | Euro 5                   | Euro 5 (6)               |

## Sonderausstattungen
Die Liste der Sonderausstattungen für den Q7 umfasste unter anderem den Abstandsregeltempomaten namens Adaptive Cruise Control (ACC), die Adaptive Air Suspension genannte Luftfederung, dynamisches Kurvenlicht oder einen Spurwechselassistenten, der den Fahrer bei Spurwechseln vor Fahrzeugen warnt, die sich im toten Winkel der Rückspiegel befinden (Side Assist). Außerdem gab es noch eine optionale Einparkhilfe, die unter anderem über eine Rückfahrkamera verfügt. Die Rückfahrsensoren waren serienmäßig verbaut. Zudem war der Q7 eines der ersten Autos, die mit einem Bluetooth-Autotelefon mit SIM Access Profile ausgestattet werden konnten (ab Produktionswoche 34/2006), anstatt der einfachen Bluetooth-Freisprechanlage. Für den Q7 V12 TDI war zudem eine Carbon-Keramik-Bremsanlage im Angebot.

## Modellpflege
Im Frühjahr 2009 wurde der Q7 einem hauptsächlich äußerlichen, wenn auch leichtem Facelift unterzogen.
Zudem wurde der 4,2 Liter große Diesel überarbeitet und leistete nun 250 kW (340 PS) statt 240 kW (326 PS). Nebenbei konnte dadurch auch der Verbrauch gesenkt werden. Zunächst kam noch die Sechsstufen-Tiptronic zum Einsatz, welche im darauffolgenden Jahr durch die Achtstufen-Tiptronic abgelöst wurde.

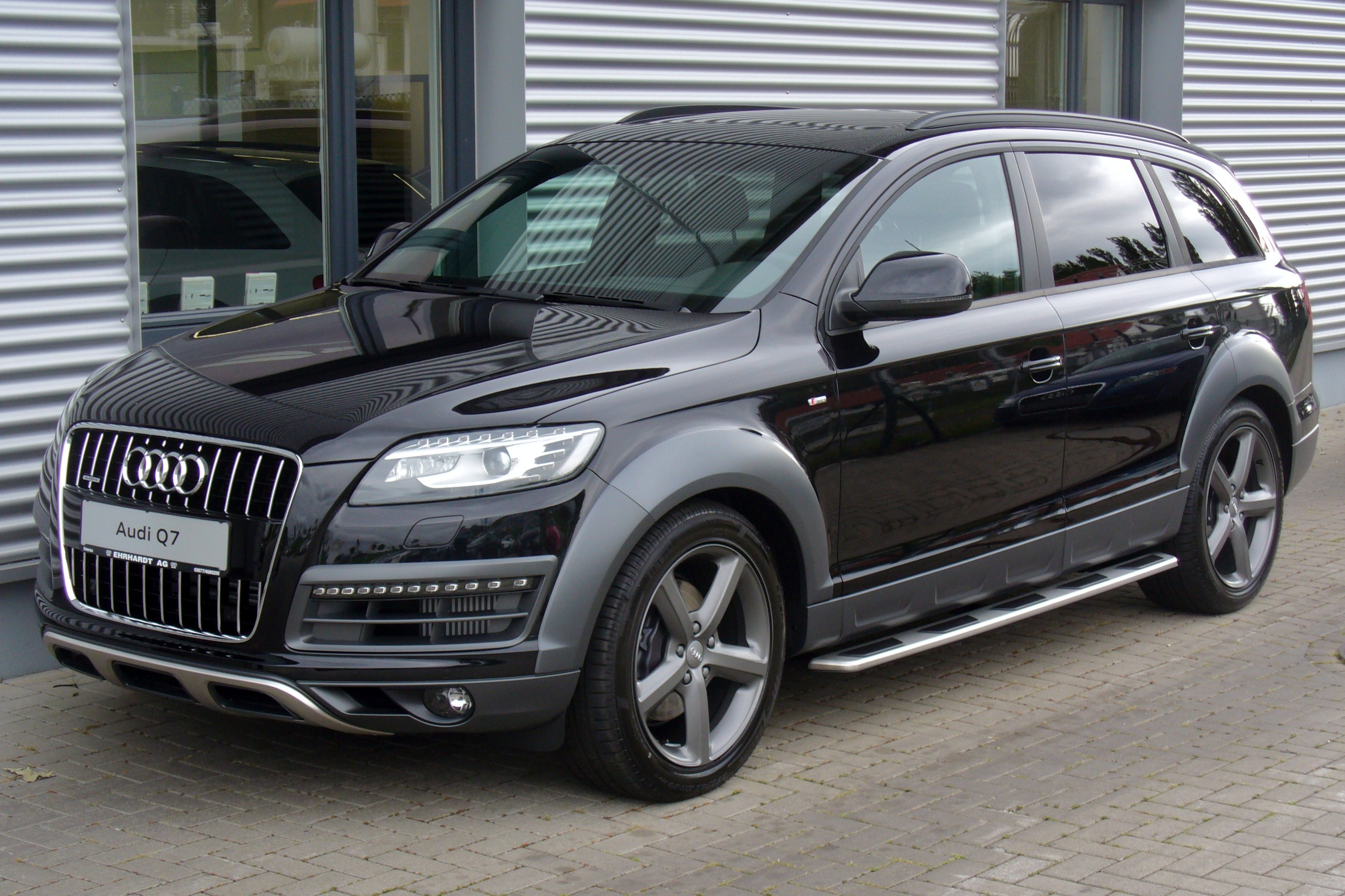
Audi Q7 (2009–2015)
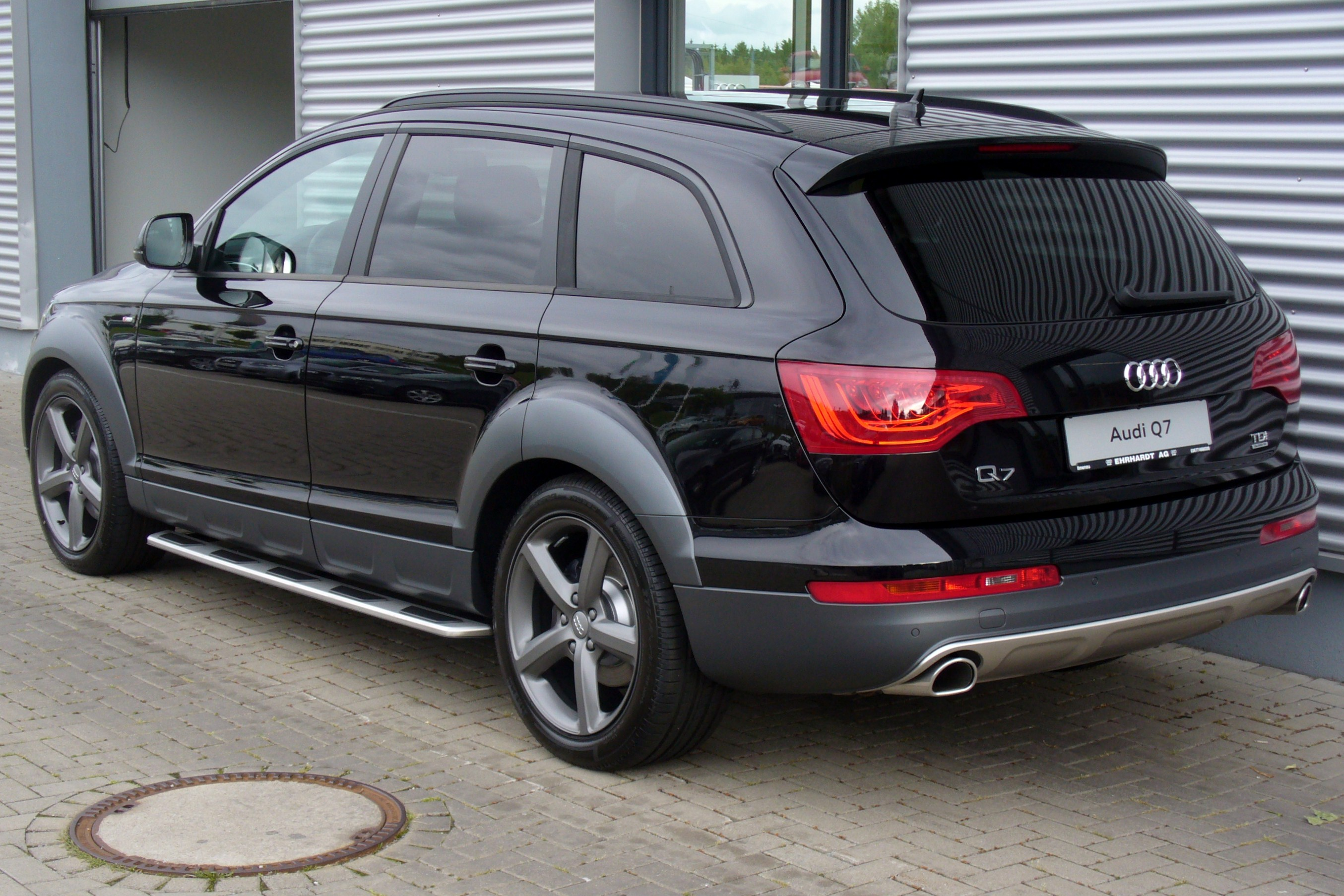
Heckansicht
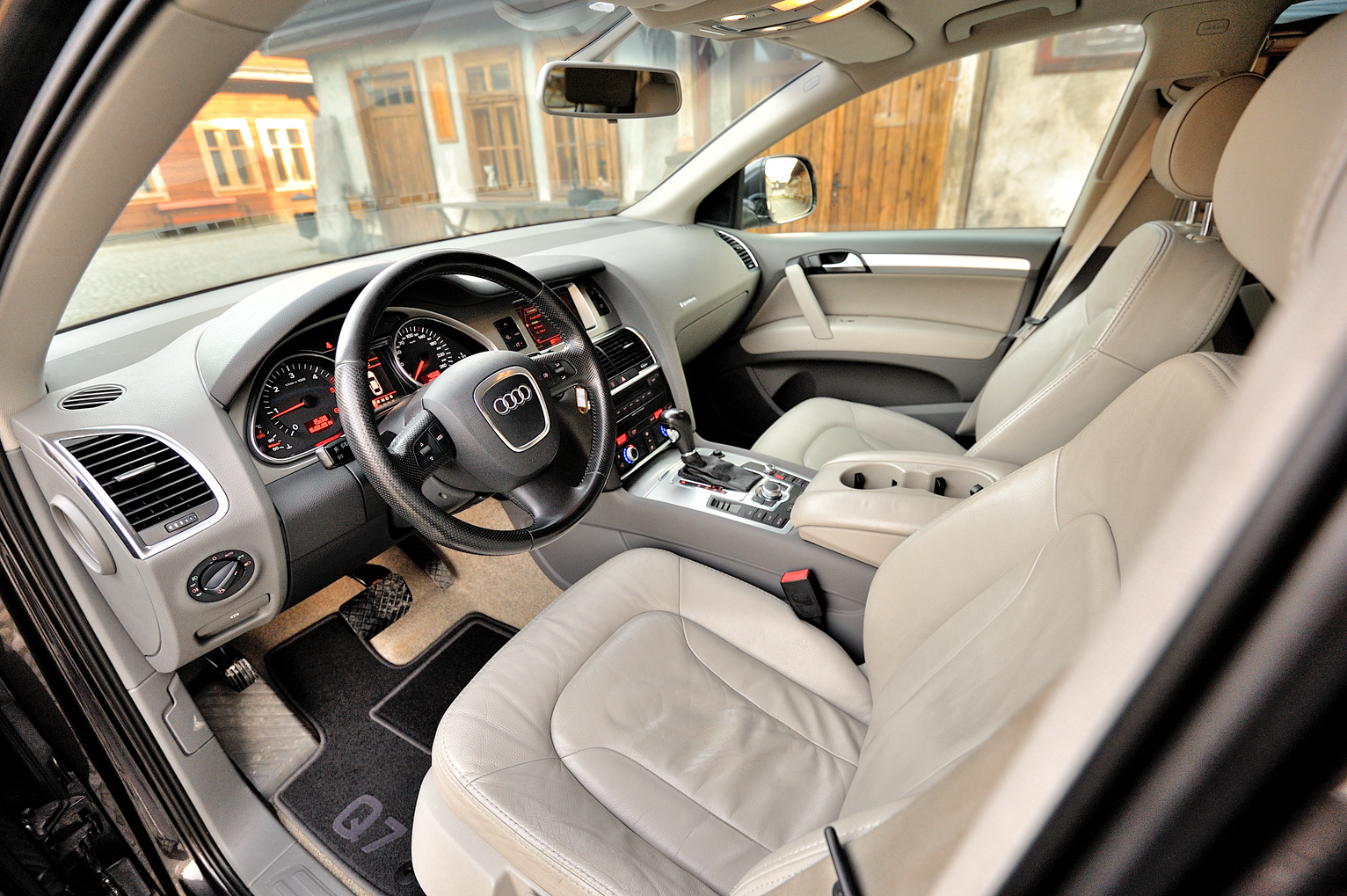
Innenraum

## Auszeichnungen
Am 10. November 2005 wurde dem Q7 das Goldene Lenkrad in der Klasse der SUV verliehen. Bei der Leserwahl Die besten Autos 2006 der Zeitschrift Auto, Motor und Sport erreichte der Q7 den zweiten Platz in seiner Klasse. Beim Euro NCAP erhielt der Q7 vier von fünf Sternen.

## Kritik
Der ADAC stellte im Juli 2008 einen Konstruktionsmangel fest, der im Falle eines Zusammenpralls mit einem Kleinwagen dessen Insassen außerordentlich gefährdet. Im Q7 sind zwei Längsträger eingebaut, die sich nahezu unverformt in das andere Auto bohren, weil sie einerseits sehr fest und andererseits nicht vorn durch einen entsprechend stabilen Querträger verbunden sind. Konkret hätten die Insassen des Kleinwagens, trotz dessen überdurchschnittlicher Sicherheitsausstattung, kaum eine Überlebenschance bei einem Zusammenprall mit dem Q7.